# 영시위내대신
영시위내대신(領侍衛內大臣, 만주어: ᡥᡳᠶᠠ
ᡴᠠᡩᠠᠯᠠᡵᠠ
ᡩᠣᡵᡤᡳ
ᠠᠮᠠᠪᠨ Hiya Kadalara Dorgi Amban)은 청 제국의 정1품의 무직 관원으로서 문무 관원의 품급 가운데 최고위였다.
영시위내대신은 팔기 중에서도 상삼기(上三旗)라 불리는 정황기, 양황기, 정백기에서 한군 기인을 제외한 만주와 몽고의 기인 가운데 2명씩 뽑아 총 6명이 임명된다. 또한 황제의 경호와 자금성의 호위를 총괄하며, 이를 담당하는 시위처(侍衛處, 만주어: ᡥᡳᠶᠠᡳ
ᠪᠠ Hiyai Ba)를 도맡는다. 황궁의 경호를 맡는 시위들의 인사고과를 책임지면서 또한 국가의 국방에도 깊게 관여를 하는 직책이기도 하다. 무관이 받을 수 있는 가장 높은 벼슬인 만큼, 무관이 임명되는 경우가 많으나, 때로는 문관도 임명하며, 청대 중반에 이르러서는 군기처의 군기대신이 대학사 벼슬과 함께 영시위내대신의 직책을 맡는 경우도 많아졌다.
시위처에 속한 직속 차관으로는 종1품의 내대신(內大臣, 만주어: ᡩᠣᡵᡤᡳ
ᠠᠮᠪᠠᠨ Dorgi Amban)과 정2품의 산질대신(散秩大臣, 만주어: ᠰᡠᠯᠠ
ᠠᠮᠪᠠᠨ Sula Amban)이 있다. 내대신은 영시위내대신과 마찬가지로 상삼기의 각 기에서 2명씩을 선발했고, 산질대신은 고정된 정원이 없어 황제가 특별히 임명하곤 했다.